# Luca Madrassi
Luca Madrassi est un sculpteur italien naturalisé français né le 8 juin 1848 à Tricesimo et mort 6 avril 1919 à Paris.

## Biographie
Luca Madrassi commence ses études artistiques à Rome avant d'étudier à l’École des beaux-arts de Paris dans l'atelier de Pierre-Jules Cavelier, puis celui d'Albert-Ernest Carrier-Belleuse.
Madrassi est praticien pour Carrier-Belleuse, puis par intermittence entre 1876 et 1880 pour Gustave Doré. Il a probablement également pratiqué pour Antoine Bourdelle.
Il épouse Marie Yvonne Corbier, dont il a  Lucien Ludovic Madrassi (1881-1956), qui deviendra peintre et officier de la Légion d'honneur.
Il expose au Salon des artistes français à Paris à partir de 1874 avec son groupe en plâtre Le Premier aveu. Il y obtient des mentions honorables en 1881, 1882, 1883 et 1885, ainsi qu'une médaille de troisième classe en 1896 pour son groupe en marbre Noël. Son art influencé par Clodion et Carrier-Belleuse ne lui vaut aucune commande de l'État, mais connaît le succès auprès d'une clientèle privée.
Il obtient la nationalité française et devient membre de la Société des artistes français en 1890. Il expose également au Salon de la Société nationale des beaux-arts en 1896.
Ses réalisations sont principalement des bustes, des statuettes et des sujets allégoriques. Il collabore avec la manufacture de faïence Boulenger et Cie de Choisy-le-Roi pour laquelle il fournit des modèles de statuettes, de vases et d'objets d'art, ainsi qu'une monumentale fontaine en faïence d'esthétique néo-rocaille présentée à l'Exposition universelle de 1900 à Paris.

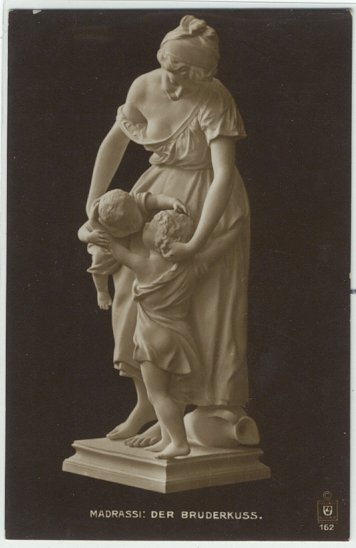
Le Baiser fraternel, localisation inconnue.